# سندی فایسون
سندی فایسون (انگلیسی: Sandy Faison؛ زادهٔ ۱ نوامبر ۱۹۴۹) یک هنرپیشه و خواننده اهل ایالات متحده آمریکا است.

## بخشی از فیلمشناسی
از فیلم‌ها یا برنامه‌های تلویزیونی که وی در آن نقش داشته‌است می‌توان به آثار زیر اشاره کرد.
- تمام حرکات درست (۱۹۸۳)